# Vicki Thorn
Vicki Thorn (ur. 1950, zm. 20 kwietnia 2022 w Milwaukee) – amerykańska działaczka społeczna, aktywistka pro-life. 

## Życiorys
Studiowała psychologię i uzyskała dyplom terapeuty. W 1984 (pozostając całe życie pod wpływem aborcji dokonanej przez jej przyjaciółkę w szkole średniej) w Milwaukee założyła katolicką organizację "Projekt Rachel", która ma za zadanie wspieranie osób cierpiących z powodu dokonanej aborcji. Z czasem organizacja uzyskała uznanie Konferencji Biskupów Katolickich Stanów Zjednoczonych i w 2022 działała w 160 amerykańskich diecezjach oraz w innych państwach na świecie. Arcybiskup Milwaukee, Jerome Listecki wskazał na „wyjątkowość tej inicjatywy mającej na celu wspieranie ludzi przeżywających napięcie postaborcyjne, w czasach, kiedy nic takiego jeszcze nie istniało”. W połowie lat 90. XX wieku, podczas prywatnej audiencji u papieża Jana Pawła II, otrzymała specjalne błogosławieństwo dla swoich działań. Pozostawała członkiem korespondentem Papieskiej Akademii Życia. 
W 2021 otrzymała „Evangelia Vitae Medal”, odznaczenie amerykańskiego Uniwersytetu Notre Dame „dla bohaterki ruchu Pro Life”.  

## Rodzina
Miała męża Williama (profesora katolickiego Uniwersytetu Marquette), a także sześcioro dzieci i dziewiętnaścioro wnuków.